# 2月26日
2月26日是公历一年中的第57天，离全年结束还有308天（闰年则还有309天）。

## 大事记

### 19世紀以前
- 前747年：巴比倫國王那布·那西爾即位，標誌著一個以系統地保存按時間順序排列的精確歷史記錄為特徵的新時代的到來。
- 364年：在約維安逝世後，羅馬陸軍士兵在比提尼亞推舉瓦倫提尼安一世為羅馬皇帝。
- 1266年：西西里霍亨斯陶芬王朝國王曼弗雷迪在貝內文托戰役中遭到安茹的查理軍隊殺害。

### 19世紀
- 1815年：遭到流放的法国皇帝拿破仑一世逃离厄尔巴岛，并在法国建立百日王朝。
- 1871年：普法战争以法国失败告终。
- 1876年：日本胁迫朝鲜缔结《江华条约》。

### 20世紀
- 1914年：不列顛號在貝爾法斯特哈蘭德與沃爾夫造船廠下水，是繼奧林匹克號和鐵達尼號之後，白星航運公司第三艘也是最大的一艘奧林匹克級郵輪。
- 1917年：德国宣布全面实施無限制潜艇战，美国与德国断交。
- 1918年：香港跑馬地馬場發生大火，造成至少614人死亡，為香港史上死亡人數最多的火災。
- 1935年：英国物理学家劳勃·华生-瓦特在达文特里设置数支天线，首次展示其所发明的雷达装置。
- 1936年：德国大众甲壳虫问世。
- 1936年：大日本帝国陆军皇道派军官在东京发动政变，刺杀大藏大臣高桥是清等多名阁员及将领。
- 1945年：第二次世界大戰：大阪大空襲。
- 1952年：温斯顿·丘吉尔宣布英国已经拥有原子弹。
- 1952年：文森特·梅西宣誓成為加拿大首位本土出生的總督。
- 1966年：加拿大多倫多地鐵2號線落成通車。
- 1980年：以色列與埃及恢復正常外交關係後互派大使。
- 1989年：中国南极中山站在拉斯曼丘陵海滨落成。
- 1991年：伊拉克总统萨达姆·侯赛因宣布从科威特撤军。
- 1991年：英國工程師提姆·柏內茲-李推出WorldWideWeb，為首個所見即所得HTML編輯器暨瀏覽器。
- 1993年：美国纽约的世界贸易中心地下停车场发生爆炸，造成6人死亡、1,042人受伤。
- 1995年：英國宣布破产，其原因是该银行交易员尼克·李森的违规交易，导致银行损失14亿美元。

### 21世紀
- 2001年：阿富汗塔利班政权摧毁巴米扬大佛。
- 2003年：蘇丹武裝部隊與達佛解放陣線在西部達佛地區數次交火，達佛戰爭爆發。
- 2005年：日本自行研制的H-IIA运载火箭搭载一颗多功能卫星在鹿兒島縣种子岛宇宙中心发射升空。
- 2005年：埃及总统胡赛尼·穆巴拉克宣布将修改宪法，允许多位候选人参选埃及总统。
- 2008年：紐約愛樂樂團在北韓首都平壤舉行音樂會，是北韓建國60年來第一個演出的美國樂團。
- 2011年：聯合國安理會所有成員國一致通過第1970号决议，对发生在利比亚的混乱局势表示严重关切。
- 2012年：台灣屏東縣發生芮氏規模6.4強震。
- 2013年：埃及樂蜀發生熱氣球爆炸事件，造成19人死亡，包括9名香港遊客。
- 2014年：香港《明報》前總編輯劉進圖遇襲，引發人們對媒體自由的關注和抗議。

## 出生
- 1629年：朱慈烺，明朝崇祯帝太子（1645年逝世）
- 1629年：阿奇博爾德·坎貝爾，蘇格蘭貴族、軍事人物，第九代阿蓋爾伯爵（1685年逝世）
- 1718年：約翰·恩斯特·岡納魯斯，挪威主教、植物學家（1773年逝世）
- 1802年：维克多·雨果，法国作家、诗人（1885年逝世）
- 1808年：奥诺雷·杜米埃，法国畫家、雕塑家（1879年逝世）
- 1846年：水牛比爾，美國軍人、美洲野牛獵手、馬戲表演者（1917年逝世）
- 1851年，有馬新一，日本海軍中將（1909年逝世）
- 1861年，斐迪南一世，保加利亞王國首任沙皇（1948年逝世）
- 1868年：文塞斯劳·布拉斯·佩雷拉·戈麦斯，巴西总统（1966年逝世）
- 1869年：娜傑日達·克魯普斯卡婭，列寧妻子、俄國布爾什維克革命家、政治家（1939年逝世）
- 1876年：阿古斯丁·佩德罗·胡斯托，阿根廷总统（1943年逝世）
- 1885年：亞歷山德拉斯·斯圖爾金斯基斯，立陶宛政治人物，第2任立陶宛總統（1969年逝世）
- 1896年：安德烈·日丹諾夫，蘇聯政治人物，蘇聯領袖親信（1948年逝世）
- 1898年：哈羅德·馬特森，美國文學經紀人（1988年逝世）
- 1904年：新井耕吉郎，日本農學家，因在台灣成功種出錫蘭紅茶，被譽為「台灣紅茶之父」（1946年逝世）
- 1905年：杨靖宇，东北抗日联军领导人（1940年逝世）
- 1911年：約瑟夫·斯姆爾科夫斯基，捷克斯洛伐克政治人物（1974年逝世）
- 1911年：岡本太郎，日本藝術家（1996年逝世）
- 1912年：鄧拓，中國報刊政論家、學者、作家，中共宣傳戰線重要成員（1966年逝世）
- 1915年：呂安德，臺灣建築師、政治人物，曾任澎湖縣縣長（1992年逝世）
- 1917年：古德拉特·烏拉赫·沙布，巴基斯坦外交官、作家（1986年逝世）
- 1919年：玄胜锺，韓國政治人物，前任大韩民国总理（2020年逝世）
- 1924年：竹下登，日本政治人物，第74任內閣總理大臣（2000年逝世）
- 1928年：阿里埃勒·沙龍，以色列政治人物，第11任以色列總理（2014年逝世）
- 1943年：查爾斯·薩克爾，美國計算機科學家（2017年逝世）
- 1944年：黃興桂，香港体育主持人
- 1947年：楊鐮，中國元代文學學者、新疆歷史文化學者、探險家、作家（2016年逝世）
- 1948年：門田博光，日本棒球選手（2023年逝世）
- 1949年：海江田萬里，日本政治人物
- 1950年：海伦·克拉克，紐西蘭政治人物，前任紐西蘭總理
- 1951年：卡爾·威曼，美國物理學家，2001年諾貝爾物理學獎得主
- 1953年：邁克爾·波頓，美國創作歌手
- 1954年：雷傑普·塔伊普·埃爾多安，土耳其政治人物，現任土耳其總統
- 1956年：桑田佳祐，日本歌手，樂團南方之星主唱
- 1958年：格雷格·格曼，美國男演員
- 1958年：蒂姆·凯恩，美國政治人物，現任維吉尼亞州聯邦參議員
- 1959年：艾哈迈德·达武特奥卢，土耳其政治人物，第26任土耳其總理
- 1959年：林明陽，台灣音樂人
- 1962年：亞伯拉罕·勒布，以色列裔美國理論物理學家
- 1962年：瓦西里·涅邊賈，俄羅斯外交官，現任俄羅斯常駐聯合國代表
- 1964年：譚偉豪，香港政界人物
- 1966年：曾佩儀，香港女性配音員
- 1967年：三浦知良，日本職業足球運動員
- 1969年：崎元仁，日本作曲家
- 1969年：王丹，中國六四事件學生領袖
- 1972年：黃品冠，馬來西亞歌手
- 1973年：奥里·冈纳·索斯克亚，挪威職業足球運動員
- 1974年：塞巴斯蒂安·勒布，法國賽車手，9次世界拉力錦標賽年度總冠軍
- 1975年：德魯·戈達德，美國男編劇、製片人、導演
- 1977年：溫子仁，澳大利亚男導演
- 1980年：明道，台灣演員
- 1980年：方力申，香港演員、歌手，前香港游泳隊運動員
- 1981年：袁耀發，香港歌手
- 1982年：李娜，中國網球选手
- 1983年：鄧九雲，臺灣女演員、模特兒、作家
- 1983年：李卓庭，香港歌手
- 1983年：，葡萄牙足球運動員
- 1984年：，多哥職業足球運動員
- 1984年：貝蘭·薩特，土耳其女演員
- 1985年：藤本美貴，日本女歌手，偶像團體早安少女組第六期成員
- 1985年：阪井一生，日本音樂家、吉他手、作曲家，搖滾樂團flumpool吉他手
- 1985年：費蘭度·路蘭迪，西班牙足球運動員
- 1985年：加賀美早紀，日本女演員
- 1986年：克莉絲朵·凱兒，日本女歌手
- 1986年：泰莉莎·柏爾馬，澳大利亞女演員
- 1986年：沈熙燮，韓國男演員
- 1986年：莊群施，馬來西亞華裔女歌手（2023年逝世）
- 1987年：李治廷，馬來西亞裔香港男演員
- 1987年：曾允凡，臺灣女性配音員、兒童舞台劇演員、新聞主播
- 1988年：金軟景，韓國女子排球運動員
- 1988年：郭灝霆，香港男子自行車運動員
- 1989年：何超雲，澳門賭王何鴻燊三房長女
- 1989年：徐恩雅，韓國女演員
- 1991年：凱特琳·利華娜茲，美国女子游泳運動員
- 1991年：李昌燮，韓國男子偶像團體BTOB成員
- 1991年：李彩麟，韩國女子偶像團體2NE1成員
- 1992年：芥見下下，日本漫畫家
- 1992年：篠崎愛，日本寫真女星
- 1993年：李宇琪，中國女子偶像團體SNH48成員
- 1993年：耿斯漢，中國男歌手
- 1994年：張奕，臺灣職業棒球運動員
- 1994年：布蘭登·吉爾，美國政治人物、投資銀行家
- 1995年：鄧為，中國男演員
- 1996年：陳盈燕，台灣女子團體A'N'D成員
- 1999年：金昇勳，韓國男子偶像團體CIX成員
- 2000年：瑪格麗特·麥克尼爾，加拿大女子游泳運動員
- 2003年：利維·寇威爾，英格蘭職業足球運動員
- 2008年：郭麗綺，台灣女童畫家（2018年逝世）
- 生年不詳：小牧未侑，日本女性聲優

## 逝世
- 64年：光烈皇后陰麗華，大東漢皇后，漢光武帝劉秀之妻。（5年出生）
- 665年：程知節，唐朝上將。（589年出生）
- 1111年：源國信，日本平安時代公卿、歌人。（1069年出生）
- 1266年：曼弗雷迪，西西里國王。（1232年出生）
- 1594年：土田御前，织田信秀继室。（生年不詳）
- 1841年：關天培，清朝抗英名將，戰死於虎門。（1781年出生）
- 1925年：路中一，一贯道的第十七代祖师。（1849年出生）
- 1936年：二二六事件遇刺者
  - 高橋是清，日本內閣總理大臣。（1854年出生）
  - 齋藤實，日本內閣總理大臣兼外務大臣與文部大臣、內大臣。（1858年出生）
  - 渡邊錠太郎，日本陸軍航空本部長、教育總監部教育總監。（1874年出生）
- 1959年：亞歷山德拉郡主，英國王室成員，第二代法夫女公爵。（1891年出生）
- 1961年：穆罕默德五世，摩洛哥国王。（1909年出生）
- 1969年：列維·艾希科爾，以色列政治人物，第3任以色列總理。（1895年出生）
- 1974年：亨德莉卡·約翰娜·范萊文，荷蘭物理學家。（1887年出生）
- 1981年：珍妮·斯米利·羅伯遜，加拿大外科醫生。（1878年出生）
- 1985年：特亞林·科普曼斯，荷蘭經濟學家，1975年諾貝爾經濟學獎得主。（1910年出生）
- 1992年：張友漁，中國現代法學家。（1899年出生）
- 2001年：克勞德·艾爾伍德·香農，美國數學家、信息論的創始人。（1916年出生）
- 2003年：大象林旺，曾於二次大戰期間在日軍、中國遠征軍中服役的緬甸籍戰象。（1917年出生）
- 2006年：伊利亞·茲明（俄语：Зимин, Илья Анатольевич），俄羅斯NTV記者，榮獲2002年俄羅斯「最佳電視記者」稱號。（1972年出生）
- 2008年：房道龍，香港電影明星成龍父親。（1915年出生）
- 2010年：Nujabes，日本唱片製作人、DJ、作曲家、編曲家、音樂製作人。（1974年出生）
- 2013年：瑪麗-克萊爾·阿蘭，法國管風琴家。（1926年出生）
- 2014年：王晶文，臺灣體育記者。（1963年出生）
- 2016年：陸以正，中華民國外交官，曾任駐奧地利、瓜地馬拉及南非等國大使。（1924年出生）
- 2017年：小萊斯特·倫道夫·福特，美國數學家。（1927年出生）
- 2018年：阮文東，越南音樂家，原越南共和國軍上校。（1932年出生）
- 2018年：李柏光，中國人權律師。（1968年出生）
- 2020年：涅奇米叶·霍查，前阿尔巴尼亚领导人恩维尔·霍查的配偶，阿尔巴尼亚前第一夫人。（1921年出生）
- 2023年：鮑勃·理查茲，美國男子田徑運動員。（1926年出生）
- 2023年：，英國政治人物，曾任下議院議長。（1929年出生）
- 2025年：金·哈克曼，美國男演員、小說家。（1930年出生）
- 2025年：約瑟夫·A·伯恩斯，美國天文學家。（1941年出生）
- 2025年：金泰榮，韓國陸軍上將。（1949年出生）
- 2025年：，美國女演員。（1985年出生）

## 节假日与习俗
- 科威特：解放日
- ：霍賈利大屠殺罹難者紀念日